# 差館里
差館里（英語：Station Lane）是位於香港九龍城區紅磡的一條街道，連接馬頭圍道一直至機利士南路延伸到蕪湖街臨時遊樂場止。

## 歷史
最早期的紅磡警署，於1872年座落於差館街，差館街後來易名為大沽街，及後警署亦作遷移。惟附近的一條橫街差館里則得到保留名稱。

## 地標
- 愛培學校
- 香港都會大學校外住宿（紅磡）[2]
- 紅磡診所[3]
- 紅磡三約街坊福利會[4][5]
- 蕪湖街臨時遊樂場[6][7]
- 家維邨
- 紅磡觀音廟

## 另見
- 紅磡警署